# Лайн (острова)
Острова Лайн (Центральные Полинезийские Спорады) (англ. Line Islands) — группа из 11 атоллов и низких коралловых островов, восемь из которых относятся к Кирибати, три — к внешним малым островам США. Расположены в центральной части Тихого океана, южнее Гавайских островов. Обобщающее современное название Лайн (от английского The Line — «экватор») связано с расположением островов по обе стороны экватора. Острова, относящиеся к Кирибати, находятся в самом раннем часовом поясе в мире — UTC+14: время дня (часы и минуты) здесь совпадает со временем на Гавайях, но сдвинуто на один день вперёд, при этом с некоторыми островами в Океании разница во времени составляет 25 часов.
Остров Рождества является самым большим атоллом в мире по площади суши.

## География
Острова Лайн географически делятся на три подгруппы — северные, центральные и южные острова. Ниже в таблице острова приведены в порядке с севера на юг.
| Атолл/Остров/Риф | Площадь острова, км² | Лагуна, км² | Население, чел. (2010) | Координаты                 | Статус                      |
| --- | -------------------- | ----------- | ---------------------- | -------------------------- | --------------------------- |
| Северные Острова Лайн |                      |             |                        |                            |                             |
| Риф Кингмен | 0,01                 | 100         | —                      | 6°24′ с. ш. 162°24′ з. д.  | невключенная территория США |
| Атолл Пальмира | 6,56                 | 15          | —                      | 5°52′ с. ш. 162°06′ з. д.  | включенная территория США   |
| Тераина | 9,55                 | 2*          | 1690                   | 4°43′ с. ш. 160°24′ з. д.  | Кирибати                    |
| Табуаэран (Фаннинг) | 33,7                 | 110         | 1960                   | 3°52′ с. ш. 159°22′ з. д.  | Кирибати                    |
| Остров Рождества (Киритимати) | 388,39               | 324         | 5586                   | 1°53′ с. ш. 157°24′ з. д.  | Кирибати                    |
| Центральные Острова Лайн |                      |             |                        |                            |                             |
| Остров Джарвис | 4,45                 | —           | —                      | 0°22′ ю. ш. 160°03′ з. д.  | невключенная территория США |
| Остров Молден | 39,3                 | 13*         | —                      | 4°01′ ю. ш. 154°59′ з. д.  | Кирибати                    |
| Остров Старбак | 21                   | 25          | —                      | 5°37′ ю. ш. 155°56′ з. д.  | Кирибати                    |
| Южные Острова Лайн |                      |             |                        |                            |                             |
| Атолл Каролайн | 3,76                 | 2,5         | —                      | 9°57′ ю. ш. 150°13′ з. д.  | Кирибати                    |
| Остров Восток | 0,24                 | —           | —                      | 10°06′ ю. ш. 152°25′ з. д. | Кирибати                    |
| Остров Флинт | 3,2                  | —           | —                      | 11°26′ ю. ш. 151°48′ з. д. | Кирибати                    |
| Острова Лайн | 510,16               | 578         | 9236                   |                            |                             |
| * Площади лагун, отмеченные звёздочкой, включены в площади островов, поскольку их воды, в отличие от типичных атоллов, полностью изолированы от океана. |                      |             |                        |                            |                             |

## История
Острова были временно аннексированы Великобританией в 1888 году для прокладки Тихоокеанского кабеля через Табуаэран (в то время Фаннинг). Кабель использовался с 1902 по 1963 годы за исключением короткого периода в 1914 году. В 1916 г. британцы аннексировали острова Фаннинг и Вашингтон, присоединив их к своей колонии Острова Гилберта и Эллиса. В 1919 г. к той же колонии присоединили и аннексированный остров Рождества. С тех пор острова Лайн лишь пару раз упоминались в двухлетних отчётах постоянного представителя колонии в Лондон (в Министерство по делам колоний и Парламент): в 1966 и 1967 гг. Остров Рождества и Молден, наоборот, упоминались британскими властями очень активно, так как в начале 1950-х годов на этих островах были проведены первые ядерные испытания Великобритании.
США оспаривали британские аннексии, ссылаясь на Закон США об островах Гуано 1856 г., который позволял этой стране претендовать на объекты суши на достаточно широких пространствах океана. В 1962 г. США в рамках проекта «Доминик» провели вблизи острова 22 ядерных испытания.
США прекратили оспаривать юрисдикцию островов Лайн лишь в 1979 году, когда присоединились к Таравскому договору, признававшему суверенитет Республики Кирибати над большинством островов Лайн.

## Население
Только три острова являются обитаемыми, общее население составляет 9236 жителей (по переписи 2010 года), из которых 5586 живут на острове Рождества, 1960 на Табуаэране, и 1690 на Тераине. В 1900 году общее население этих трёх атоллов составляло около 300 человек.

## Экономика
Основные отрасли экономики — рыболовство, добыча копры, выращивание хлебного дерева.